# Carpias minutus
Carpias minutus là một loài chân đều trong họ Janiridae. Loài này được Richardson miêu tả khoa học năm 1902.